# Ernst Viebig (Komponist)
Ernst Viebig (bis 1914 Ernst Cohn-Viebig; * 10. Oktober 1897 in Berlin; † 18. September 1959 in Eggenfelden, Niederbayern) war ein deutscher Komponist und Sohn der Schriftstellerin Clara Viebig. Aufgrund drohender Verfolgung wegen der jüdischen Abstammung seines Vaters erlitt seine vielversprechende Karriere durch Emigration nach Brasilien ein abruptes Ende. Erst 1958 kehrte er nach Deutschland zurück, konnte hier aber nicht mehr an frühere Erfolge anknüpfen.

## Leben

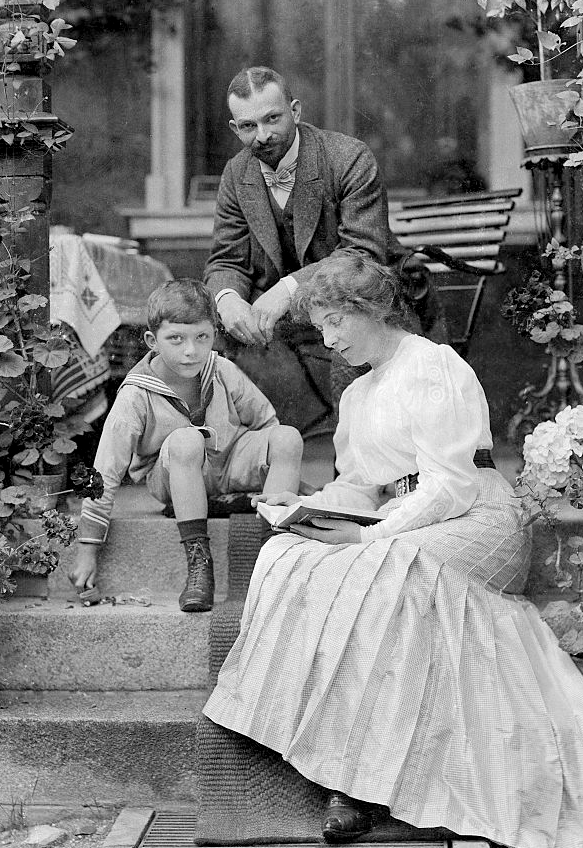
Ernst Viebig als Kind (um 1906)

Ernst Viebig wurde am 10. Oktober 1897 als Sohn von Clara Viebig und Fritz Theodor Cohn geboren. Der Vater war Verleger und Kompagnon von Friedrich Fontane war und die Mutter angehende Schriftstellerin. Bis zu seinem achten Lebensjahr wohnte die Familie in Berlin-Schöneberg. 1905 erlaubte der schriftstellerische und finanzielle Erfolg der Mutter, in eine Villa in Berlin-Zehlendorf umzuziehen.
Ernst trug den Doppelnamen Cohn-Viebig, bis die Eltern 1914 für ihren Sohn die Änderung des Namens beantragten. Als Grund wurde angegeben, dass Ernst in das Heer eintreten wollte und sich durch die Ablegung seines jüdischen Namens ein besseres Fortkommen erhoffte. Der Antrag wurde schließlich vom Innenministerium genehmigt. Fritz Cohn war bereits bei seiner Eheschließung mit Clara Viebig zum lutherischen Protestantismus übergetreten, um dem Sohn Nachteile aufgrund des jüdischen Namens zu ersparen.
Im Haus der Viebigs verkehrten die großen Namen jener Zeit, die führende Avantgarde der Literatur und des Theaters. Prominente Persönlichkeiten wie Gerhart Hauptmann, Ricarda Huch, Börries von Münchhausen, Ina Seidel oder Heinrich Zille waren im Hause der Viebigs anzutreffen. Diese Kontakte verfehlten nicht die Wirkung auf den jungen Ernst, der als Jugendlicher bereits mit den Werken der Weltliteratur vertraut war.
Der junge Ernst Viebig lernte zunächst das Klavierspiel, das später durch musiktheoretische Kenntnisse ergänzt wurde. Er zeigte Begabung für die Improvisation und für die Eltern stand fest, dass er Musiker oder Kapellmeister werden würde. Bereits mit zwölf Jahren spielte er am Klavier Improvisationen über bekannte Lieder. Sein Studium der Musik führte er bei dem Komponisten Emil Nikolaus von Reznicek fort. Später durfte er Albert Einstein zum Geigenspiel auf dem Klavier begleiten.
Viebig war häufig krank und hielt sich wegen chronischen Bronchialkatarrhen häufig in Sanatorien auf. Das Verhältnis zwischen Eltern und Sohn gestaltete sich problematisch. Viebig selbst schrieb, „dieser Sohn“ habe den Eltern „stets wie eine gewitterdrohende Wolke am Zenith ihrer bürgerlichen Saturiertheit“ gedroht. Er war begeistert von den Ideen der Avantgarde und pflegte Bekanntschaften, insbesondere mit Frauen, die den Eltern ein Dorn im Auge waren.
Beim Ausbruch des Ersten Weltkrieges meldete sich der Siebzehnjährige gegen den Widerstand der Eltern als Freiwilliger zum Dienst an der Front. 1916 kam er in der Schlacht an der Somme und in Russland zum Einsatz. Er kehrte unverletzt zurück. Seinen überstürzten Entschluss bedauerte er schnell, aber erst nach Kriegsende kehrte er nach Berlin zurück.
Dort begann Viebigs Laufbahn als erfolgreicher Kapellmeister, Komponist und als musikalischer Leiter bei der Electrola-Schallplattengesellschaft. Er betätigte sich auch als Musikkritiker für Zeitungen. Zudem erhielt er eine Anstellung als Chormeister am Lübecker Stadttheater, wo er die Solotänzerin Lieselotte Schmidt kennen lernte. Mit ihr ging er seine erste Ehe ein. Sie verließ ihn wieder und Viebig begann ein ausschweifendes Leben, das ihn bisweilen die vertraglichen Verpflichtungen seines Engagements vergessen ließ, so dass er vom Deutschen Bühnenverein ein Jahr Berufsverbot erhielt. 1924 heiratete er in zweiter Ehe Irmgard Guerke, die im Hause Viebig als Schreibkraft angestellt war. Aus der Ehe gingen zwei Kinder hervor, Susanne (1923) und Reinhart (1926).
Mit der Machtergreifung der Nationalsozialisten 1933 verschlechterten sich die Bedingungen für Viebig. Er schwebte in steter Gefahr, aufgrund seiner Mitgliedschaft in der KPD und wegen seiner „halbjüdischen“ Abstammung verhaftet zu werden. Nach einem Verhör durch die Gestapo entschloss er sich, Deutschland zu verlassen. Auf die Auskünfte Karl Hellwigs hin, einem Migrationshelfer für Deutsche in Brasilien, entschloss sich Viebig für eine Ausreise nach Brasilien. Nach einem letzten Zusammentreffen mit den Eltern im Eifelkurort Bad Bertrich reiste er über Amsterdam nach Südamerika.
Der Wunsch, in Brasilien an die begonnene musikalische Karriere anzuknüpfen, erfüllte sich nicht. Zwar komponierte er auch dort weiter, fand aber nur einige private Interessenten als Käufer.
Seine Frau Irmgard reiste ihrem Gatten nach; die Kinder Susanne und Reinhart verblieben zunächst noch im Haushalt der Großmutter Clara, bis sie den Eltern 1936 folgten. Das Ehepaar eröffnete zunächst in Rio de Janeiro, dann in São Paulo die deutsche Bücherstube „Livraria Transatlantica“. Auch die zweite Ehe wurde später geschieden.
1958 kehrte Viebig nach Berlin zurück, konnte dort jedoch nicht mehr Fuß fassen. Er ließ sich schließlich im niederbayerischen Eggenfelden nieder, wo er am 18. September 1959 starb und auch beigesetzt wurde.
Sein von Höhen und Tiefen begleitetes Leben bis zur Auswanderung nach Brasilien hat Ernst Viebig in einer autobiographischen Skizze festgehalten, die in Auszügen veröffentlicht wurde.

## Künstlerische Laufbahn
Ernst Viebig setzte sich mit den Werken seiner Zeitgenossen Alban Berg, Gustav Mahler, Paul Hindemith und Max Reger auseinander und nahm musikalische Impulse von diesen Komponisten auf. Sein vielfältiges künstlerisches Werk umfasst die Bereiche der Oper, der Orchestermusik mit Soloinstrument, der Kammermusik mit Klavierquintett, Streichquartett oder kleinerer Besetzung und den Bereich des Liedes für eine Gesangsstimme mit Klavierbegleitung.
Seine Werke umfassen sowohl ernsthaft-betrachtende wie auch unterhaltsame Stücke.
Im Jahr 1920 begann Ernst Viebig seine Laufbahn als Kapellmeister in Lübeck (Theater), Braunschweig (Staatstheater) und Hannover´(Niedersächsisches Staatstheater). Er wurde Herausgeber der Zeitschrift Die Musik.
Am 19. Mai 1922 wurde Viebigs erste Oper Nacht der Seelen am damaligen Stadttheater Aachen uraufgeführt. Diese Oper in drei Akten basiert auf dem Schauspiel Quatembernacht des Schweizer Dramatikers René Morax, das Clara Viebig zum Libretto umgearbeitet hat. Die Handlung spielt in den Bergen. Ein junger Mann betrauert seine tote Verlobte, die ihn betrogen haben soll. Um die Wahrheit über die Braut zu erfahren, nähert sich der junge Mann dem Totenzug in der Quatembernacht. Die Aufführung wurde von der Presse als eine „starke Talentprobe“ gerühmt.
1925 war für Ernst Viebig ein erfolgreiches Jahr. Er wurde bei der Electrola-Schallplattengesellschaft musikalischer Leiter; am 19. März kam seine Oper Die Môra am Stadttheater Düsseldorf zur Uraufführung. Clara Viebig arbeitete dafür Teile ihres Romans „Absolvo te“ zu einem Libretto um. Der Roman handelt von einer unglücklichen Ehe, der sich die Frau durch einen Giftmord entziehen möchte.
Ernst Viebig gestaltete das Programm der Electrola entscheidend mit. 1927 erscheinen in neuen Orchester- und Vokalaufnahmen die von ihm dirigierte Ouverture der Operette „Die schöne Galathée“ von Franz von Suppè und die „Turandot-Fantasie“ nach Giacomo Puccini.
Den Text Die Geschichte vom braven Kasperl und dem schönen Annerl von Clemens Brentano machte Viebig zur Grundlage einer Oper. Diese Komposition fand beim Kultusministerium in Berlin große Anerkennung. Der Dirigent Wilhelm Furtwängler schlug vor, das Werk an der Berliner Staatsoper zu präsentieren. Darüber hinaus wollte er versuchen, Ernst Viebig eine Professur an der Hochschule für Musik zu verschaffen. Doch ohne „Ariernachweis“ war eine Aufführungsgenehmigung nicht zu erhalten. Auf eine Anfrage bei Hermann Göring erhielt Ernst Viebig die Auskunft, als Jude sei er nicht berechtigt, deutsches Kulturgut zu verwalten. Er kommentierte dies folgendermaßen: „Mit diesem dummen und unzutreffenden Ausspruch endete mein künstlerisches Leben in meinem Vaterland.“

## Schriften
- Ernst Viebig: Die unvollendete Symphonie meines Lebens. Einer berühmten Mutter jüdischer Sohn erinnert sich. Hrsg. von Christel Aretz und Peter Kämmereit, mit einem Vorwort von Volker Neuhaus. Rhein-Mosel-Verlag, Zell an der Mosel 2012, ISBN 978-3-89801-061-0 (im gleichen Band Anmerkungen der Ehefrau Irmgard Viebig; Aufzeichnungen der Tochter Mein Vater, der Komponist Ernst Viebig; biografische Daten; Liste von Kompositionen; Liste von Persönlichkeiten, Freunden und Zeitgenossen im Leben Ernst Viebigs)
- Ernst Viebig: Memoiren. In: Christel Aretz, Peter Kämmereit (Hrsg.): Clara Viebig. Ein langes Leben für die Literatur. Dokumentation zum 150. Geburtstag. Rhein-Mosel-Verlag, Zell an der Mosel 2010, ISBN 978-3-89801-331-4, S. 135–146 sowie S. 147–148 (Der Komponist Ernst Viebig. Biografischer Abriss)